# Pot de chambre
Pour les articles homonymes, voir Pot (récipient), Chambre et Bourdaloue.

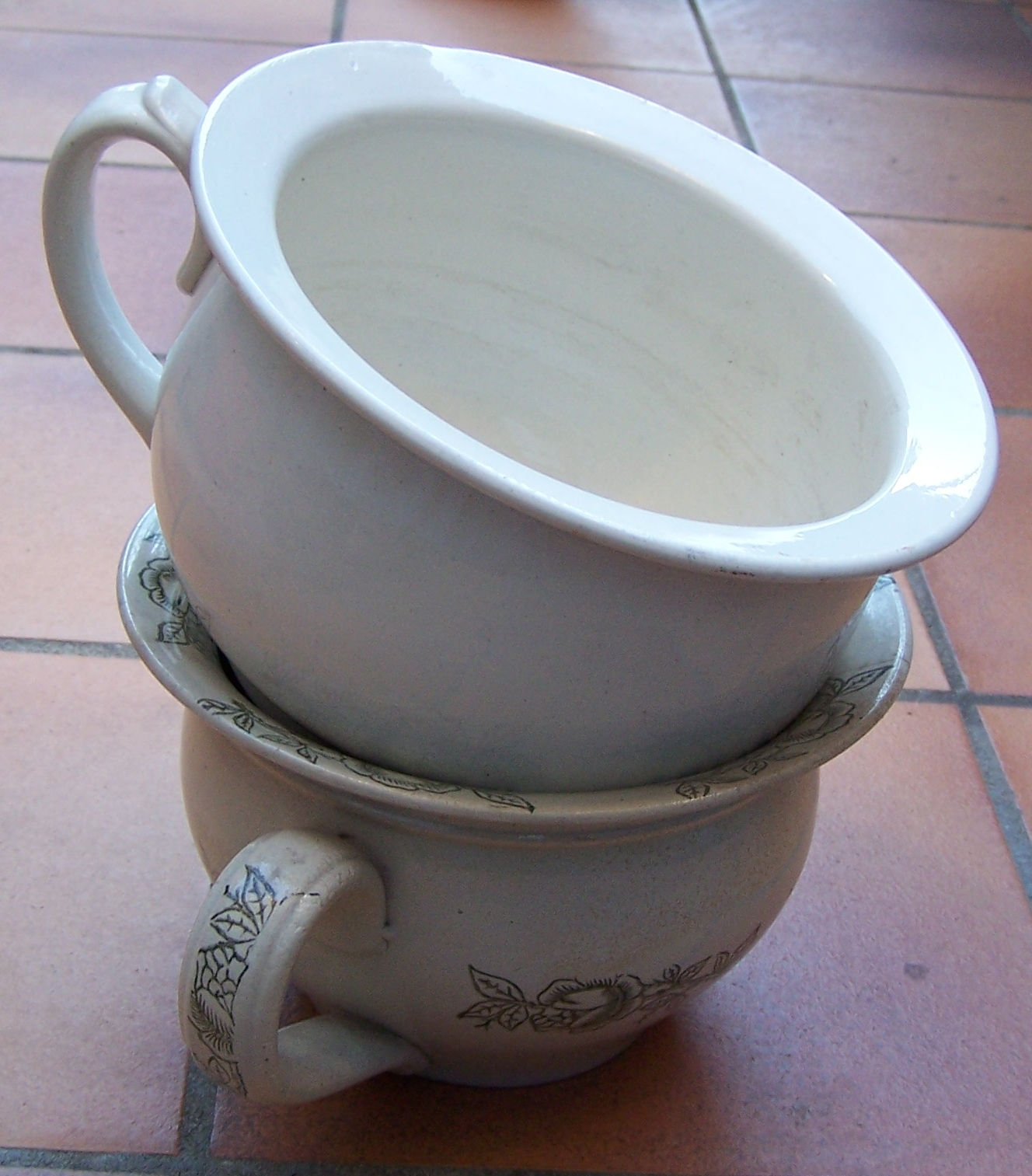
Pots de chambre en faïence

Le pot de chambre, appelé aussi vase de nuit, est un récipient destiné à recueillir les déjections humaines, principalement la nuit en évitant de sortir de la chambre. Ancêtre des toilettes actuelles, il était couramment utilisé avant l'installation des sanitaires, il disparait progressivement au cours du XXe siècle. Il reste néanmoins un accessoire utilisé pour les enfants en bas âge. Il est aussi d'usage pour les malades ne pouvant quitter leur lit.
Avant la Révolution, on appelait aussi « pot de chambre » un carrosse qui conduisait à la cour de Versailles.

## Histoire

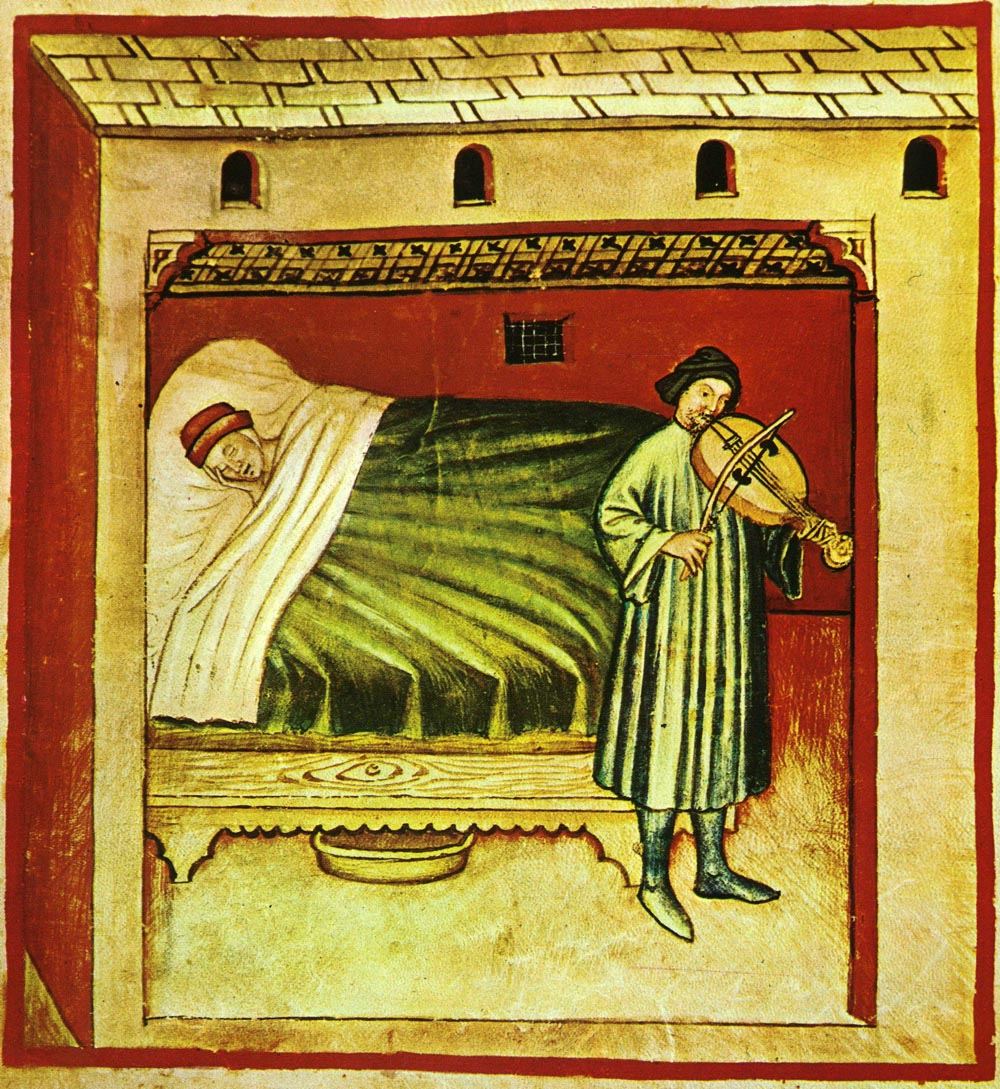
Illustration d'un lit médiéval dans le livre Tacuinum sanitatis : le pisse-pot est un vase de nuit rangé sous le lit.

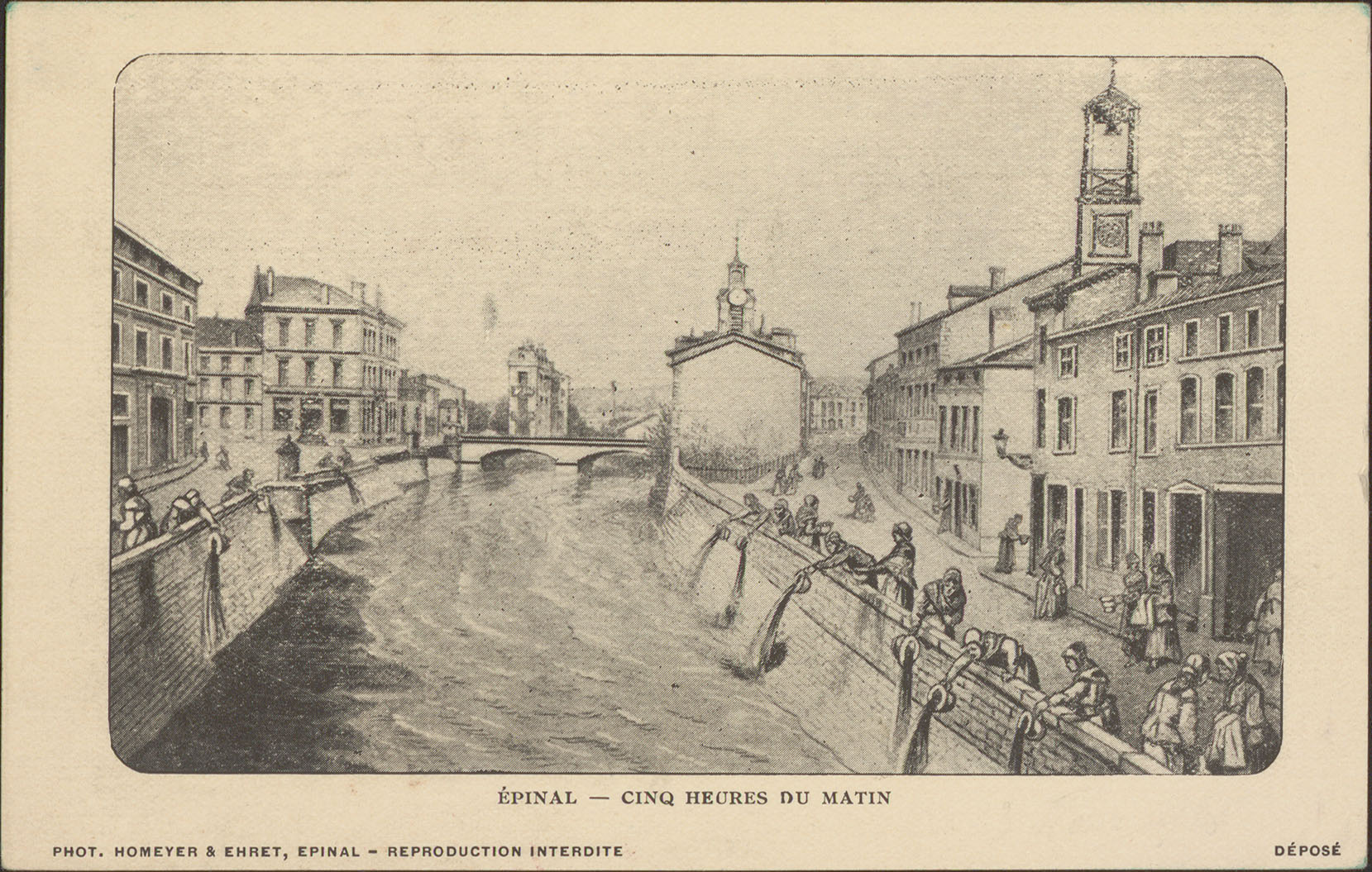
Épinal, 5 h du matin : femmes vidant leurs pots de chambre dans le canal.

La première apparition du pot de chambre remonterait au XIe siècle, cependant l'apparition de l'objet est certainement bien plus ancienne puisque, parmi les graffitis les plus convenables trouvés sur les murs de Pompéi, on peut lire celui-ci, catalogué sous CIL IV 4957 :

« Miximus in lecto, fateor, peccavimus, hospes ;
Si dices quare, nulla matella fuit »

C'est-à-dire :

« Nous avons pissé au lit, nous avons eu tort, cher aubergiste, je le reconnais. Si tu veux savoir la raison, c'est qu'il n'y avait pas de pot de chambre ! »

Il faut savoir qu'au cours de repas, dans la Rome antique, les convives utilisaient en public des pots, qui n'étaient donc même plus de chambre ; ils étaient parfois en argent, voire en or, pour montrer la richesse de l'hôte. On se lavait ensuite les mains, ou au moins le bout des doigts. Mais l'appellation « pot de chambre » pour ce genre de vases ne daterait que du XVIe siècle.
Les pots de chambre étaient utilisés en Grèce antique depuis le VIe siècle av. J.-C. et y étaient connus sous divers noms : ἀμίς / amís, οὐράνη / ouránê, οὐρητρίς / ourêtrís, σκωραμίς / skôramís, χερνίϐιον / kherníbion.
Au début du XIXe siècle, l'objet est surnommé familièrement « thomas », puis quelques décennies plus tard « jules ».

## Matière
Les pots de chambre ont été fabriqués en bois, en céramique, en métal émaillé, et dans les derniers temps, vers le milieu du XXe siècle, en plastique.

## Forme
Le pot de chambre est appelé à recevoir l'urine et les fèces, il est généralement de forme arrondie et permet de s'assoir dessus. Les derniers pots utilisés de nos jours sont ceux pour les enfants.
Par contre et improprement classé comme pot de chambre, le bourdalou, de forme oblongue, est un urinoir féminin pouvant être utilisé en dehors de la chambre mais uniquement pour l'urine. Son nom moderne est pisse-debout. Cet urinoir portatif, le bourdalou ou bourdaloue, a été conçu pour les femmes. La forme ovale, ou rectangulaire avec une face arrondie, permettait aux femmes d'uriner debout ou accroupies, sans grand risque d'erreur, et de préserver les vêtements. Ce pot de chambre en céramique fut utilisé au XVIIe siècle et au XVIIIe siècle par les femmes qui ne portaient pas de culotte à l'époque.
Légende ou réalité, Alexandre Dumas le raconte dans Mes mémoires, le nom de bourdalou viendrait d'un prêtre catholique français, Louis Bourdaloue (1632 - 1704), dont les sermons auraient été si longs et si prenants que les femmes ne voulaient pas en manquer et cachaient leur pot sous leurs vêtements de manière à uriner sans avoir à s'absenter. À cause de sa forme particulière, cet objet est parfois décrit comme une saucière, notamment dans les salles de vente.

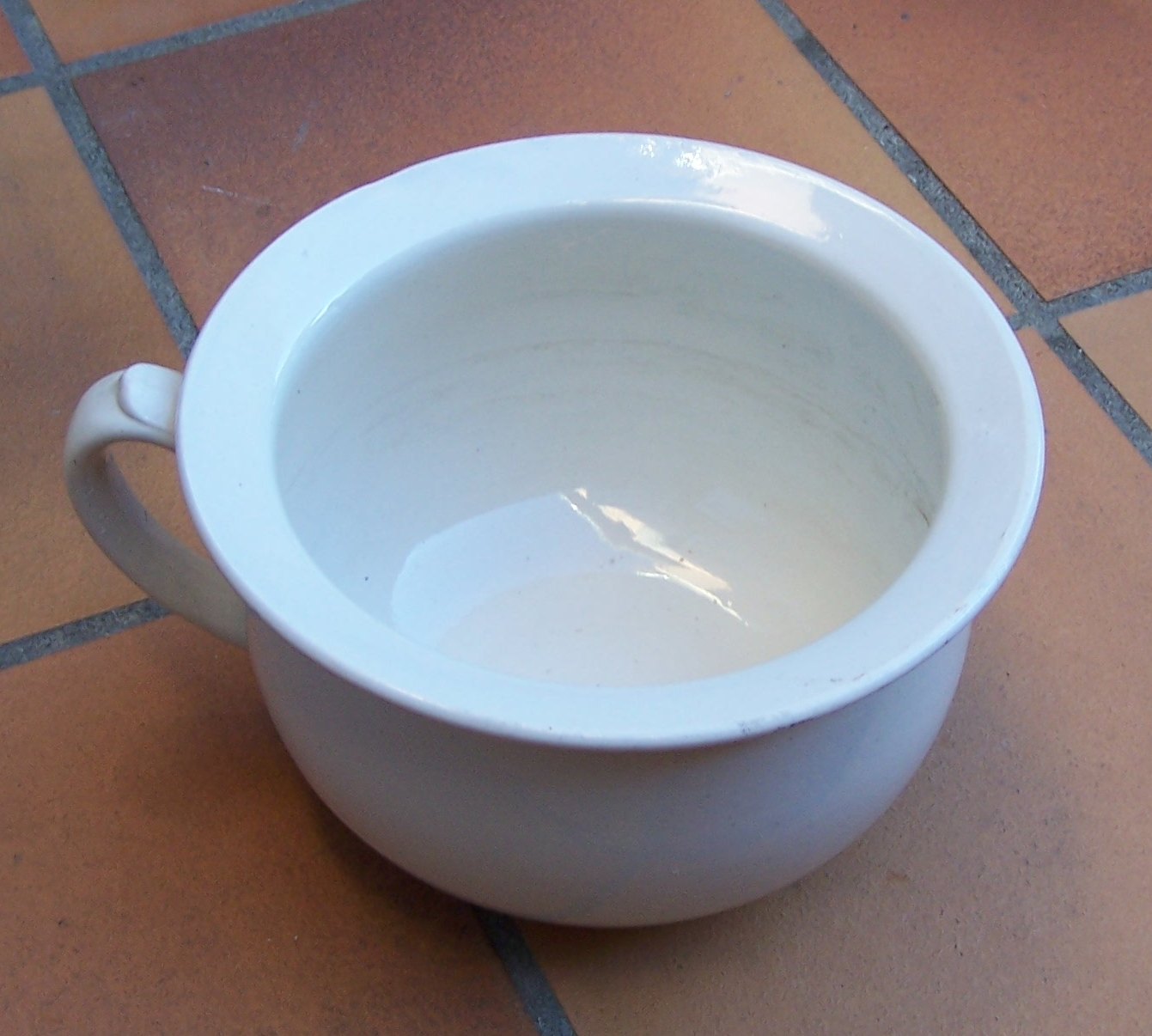
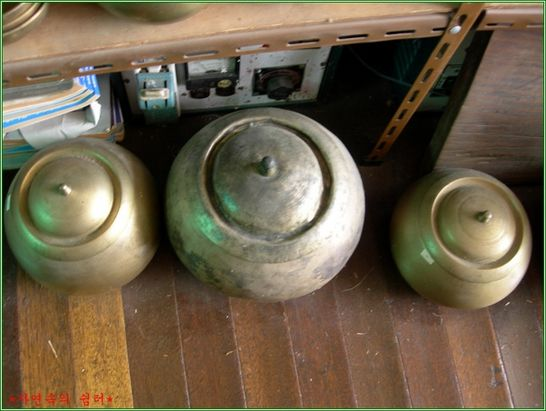
Yogang coréen
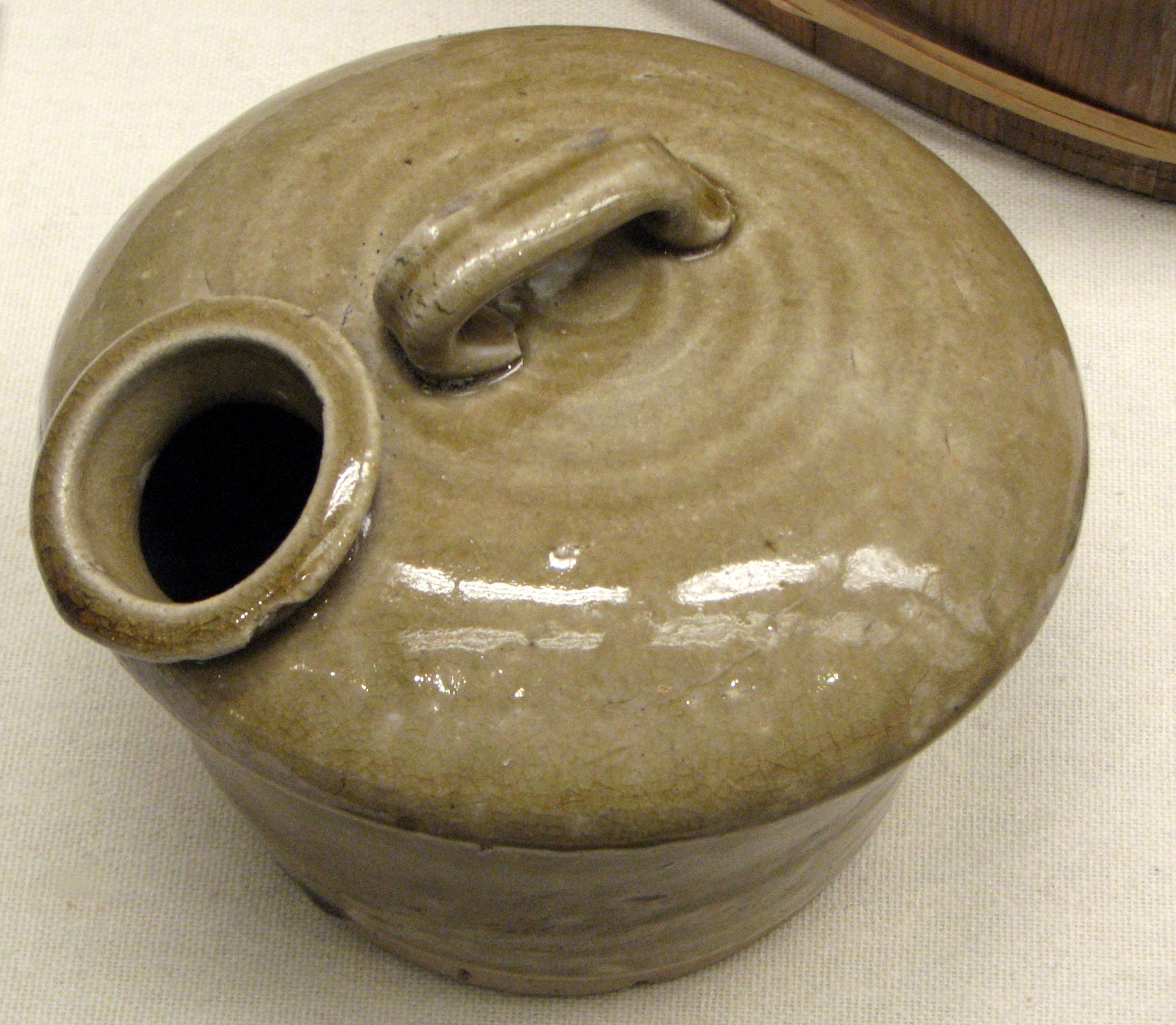
Pot de chambre japonais de l'époque d'Edo
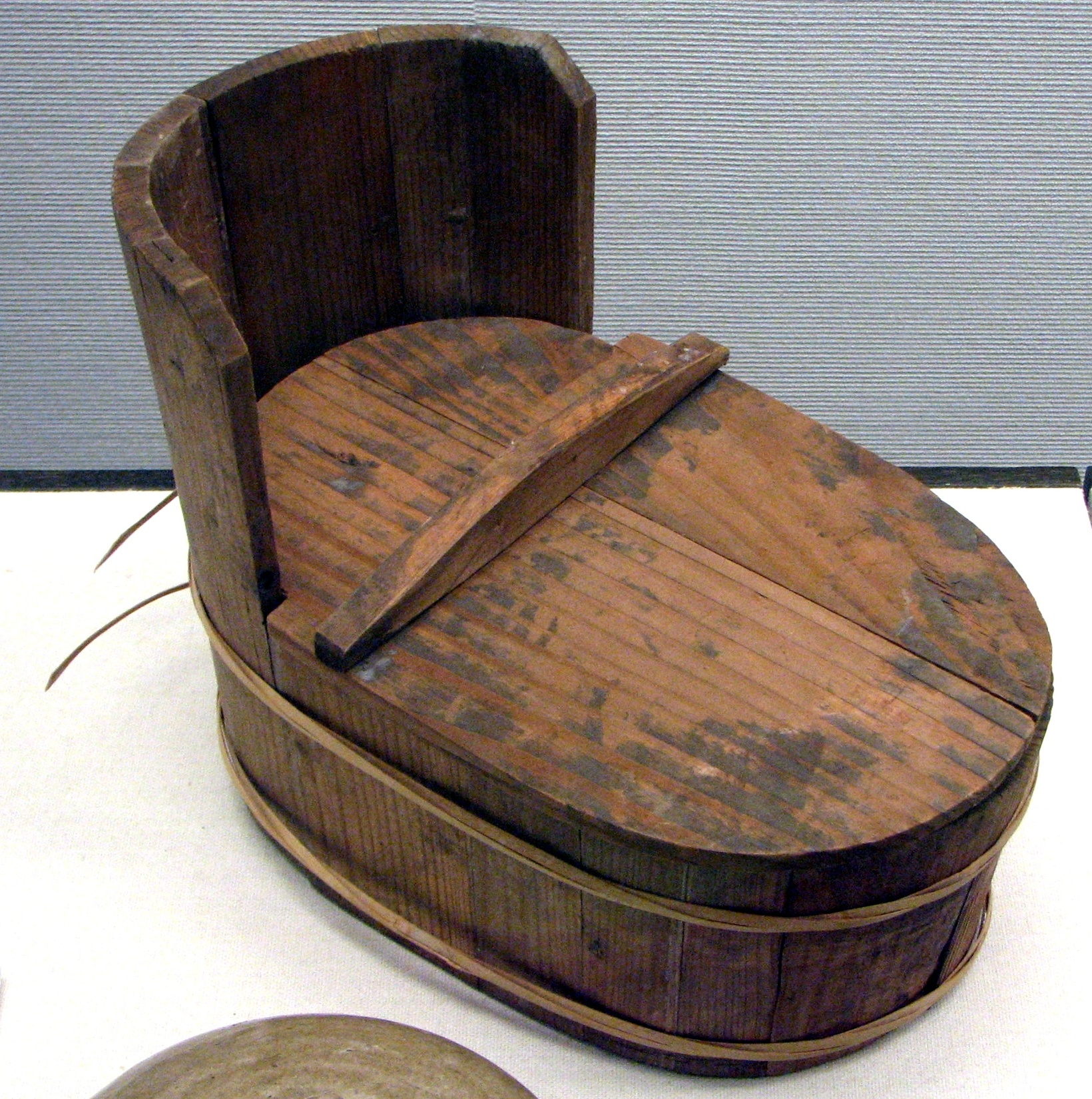
Pot de chambre japonais de l'époque d'Edo
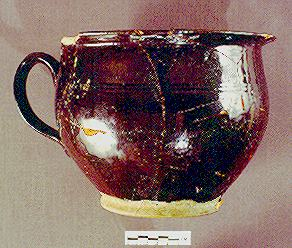
Amar-mùin
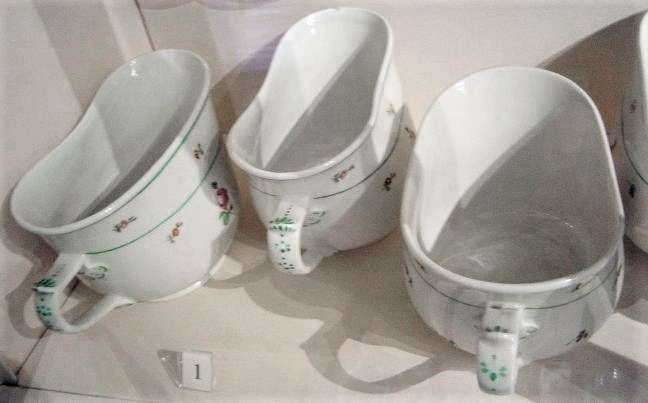
Pot de chambre Bourdaloue
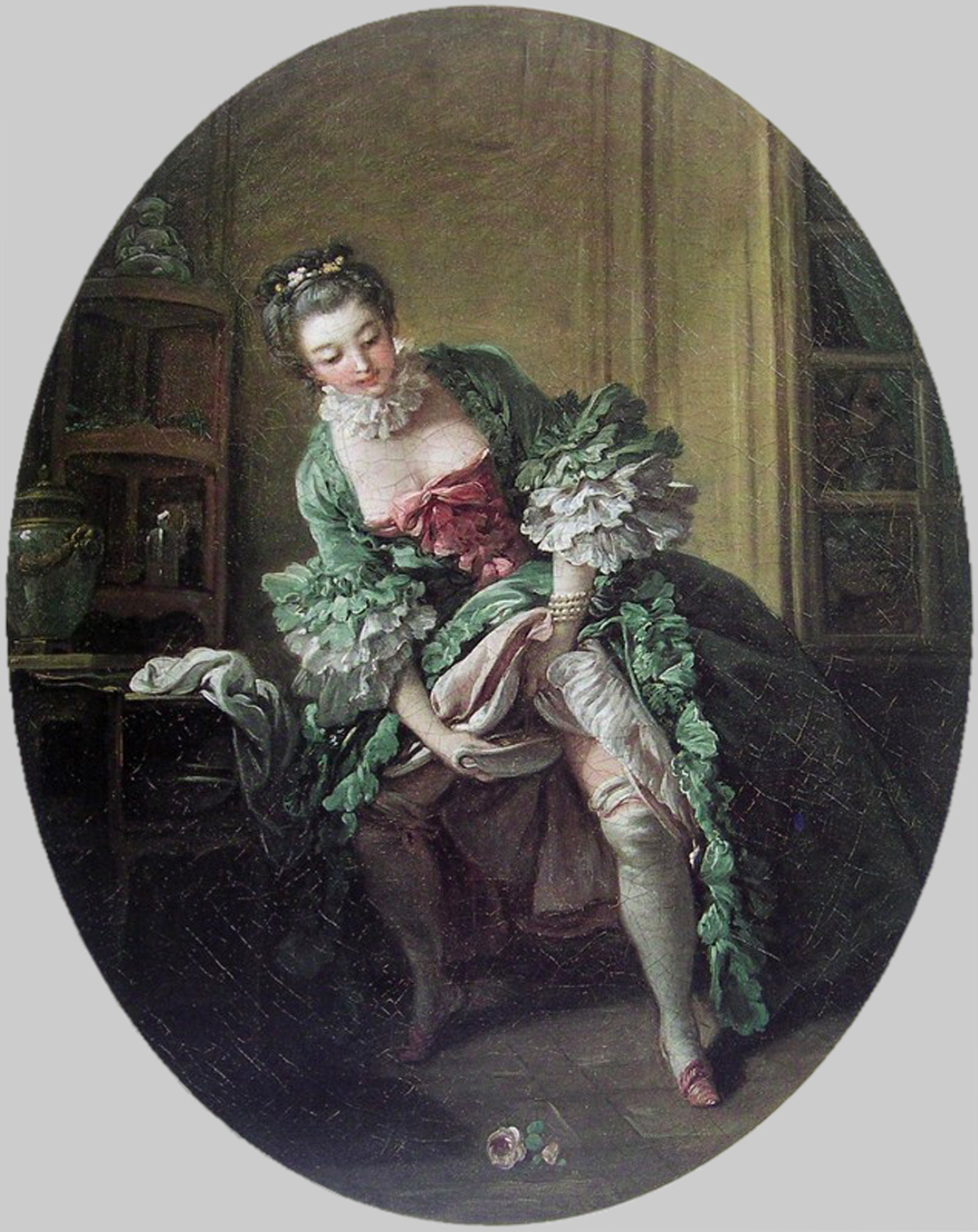
Femme urinant dans un bourdaloue

## Pot de chambre dans le monde
Dans les pays où la population rurale ou urbaine n'a pas d'équipement sanitaire, le pot de chambre est encore utilisé.

## Les musées de l'urinoir
José María del Arco a créé en Espagne, Ciudad Rodrigo (Salamanque), un musée de l'urinoir où sont présentées 1 300 pièces en provenance de 27 pays. Ce musée a ouvert ses portes aux petits pots en mars 2007.
Il existe également un Musée des Pots de Chambre Historiques et des Toilettes (Muzeum histoických nočníků a toalet) à Prague, présentant une collection de plus de 2000 cuves, bidets et pot de chambres historiques. Y est exposé notamment un Pot de chambre destiné à Napoléon.